# پارک جی یون (بازیگر)
پارک جی یون (کره‌ای: 박지연؛ زادهٔ ۱۴ مه ۱۹۸۸) بازیگر اهل کره جنوبی است. پارک حرفهٔ بازیگری را در تئاتر موزیکال در سال ۲۰۱۰ آغاز کرد. او به عنوان نقش مکمل در مجموعه‌های تلویزیونی ایفای نقش کرده‌است اما بیشتر به عنوان بازیگر موزیکال شناخته می‌شود.

## فیلم‌شناسی

### مجموعه تلویزیونی
| سال  | عنوان              | عنوان                    | نقش                    | توضیحات               | منابع       |
| سال  | فارسی              | کره‌ای                    | نقش                    | توضیحات               | منابع       |
| ---- | ------------------ | ------------------------ | ---------------------- | --------------------- | ----------- |
| ۲۰۱۵ | اوه روح من         | 오 나의 귀신님           | ایل پال گی             | روح                   | [ ۱ ]       |
| ۲۰۱۶ | آندانته            | 안단테                   | اوه جونگ سو            |                       | [ ۲ ]       |
| ۲۰۱۶ | سگ دیوانه          | 매드독                   | کانگ اون جو            |                       | [ ۳ ]       |
| ۲۰۱۸ | زندگی              | 라이프                   | لی سو جونگ             |                       | [ ۴ ] [ ۵ ] |
| ۲۰۱۸ | آقای آفتاب         | 미스터 션샤인            | یون هو هو (کیم هه اون) |                       | [ ۶ ]       |
| ۲۰۱۹ | هه‌چی               | 미스터 션샤인            | چو هونگ                |                       | [ ۷ ] [ ۸ ] |
| ۲۰۱۹ | پادشاه: سلطنت ابدی | 더 킹: 영원의 군주       | پارک جی یونگ           |                       | [ ۹ ]       |
| ۲۰۲۱ | غریبه              | 비밀의 숲 2              | جونگ مین ها            | حضور افتخاری (قسمت ۹) | [ ۱۰ ]      |
| ۲۰۲۱ | پلی‌لیست بیمارستان  | 슬기로운 의사생활 시즌 2 | یون شین هه             |                       | [ ۱۱ ]      |
| ۲۰۲۲ | قلب خونین          | 붉은 단심                | یو جونگ                |                       | [ ۱۲ ]      |